# Vernon (Utah)
Vernon é uma cidade  localizada no estado norte-americano de Utah, no Condado de Tooele.

## Demografia
Segundo o censo norte-americano de 2000, a sua população era de 236 habitantes.
Em 2006, foi estimada uma população de 296, um aumento de 60 (25.4%).

## Geografia
De acordo com o United States Census Bureau tem uma área de
19,5 km², dos quais 19,5 km² cobertos por terra e 0,0 km² cobertos por água.

## Localidades na vizinhança
O diagrama seguinte representa as localidades num raio de 36 km ao redor de Vernon.